# Kraśnik rogalik
Kraśnik rogalik, kraśnik komonicowiec (Zygaena loti) – gatunek motyla z rodziny kraśnikowatych i podrodziny Zygaeninae. Zamieszkuje Europę i zachodnią Azję.

## Taksonomia
Gatunek ten opisany został po raz pierwszy w 1775 roku przez Johanna N.C.M. Denisa i Ignaza Schiffermüllera pod nazwą Sphinx loti. Współcześnie klasyfikowany jest w rodzaju Zygaena i podrodzaju Agrumenia. W jego obrębie tworzy grupę gatunków loti wraz z Zygaena christa, Zygaena armena, Zygaena ecki oraz Zygaena ignifera. W obrębie gatunku wyróżnia się liczne podgatunki o niepewnym statusie:

- Zygaena loti achilleae Esper, 1780
- Zygaena loti alpestris Burgeff, 1914
- Zygaena loti arragonensis Staudinger, 1887
- Zygaena loti avilensis Koch, 1948
- Zygaena loti balcanica Reiss, 1922
- Zygaena loti erythristica Tremewan & Manley, 1969
- Zygaena loti failliei Dujardin, 1970
- Zygaena loti hypochlora Dujardin, 1964
- Zygaena loti janthina Boisduval, 1828
- Zygaena loti ligustica Rocci, 1913
- Zygaena loti loti Denis & Schiffermüller, 1775
- Zygaena loti macedonica Burgeff, 1926
- Zygaena loti miniacea Oberthür, 1910
- Zygaena loti osthelderi Burgeff, 1926
- Zygaena loti praeclara Burgeff, 1926
- Zygaena loti restricta Stauder, 1915
- Zygaena loti scotica Rowland-Brown, 1919
- Zygaena loti tristis Oberthür, 1884
- Zygaena loti wagneri Millière, 1885
- Zygaena loti zobeli Reiss, 1921

## Morfologia

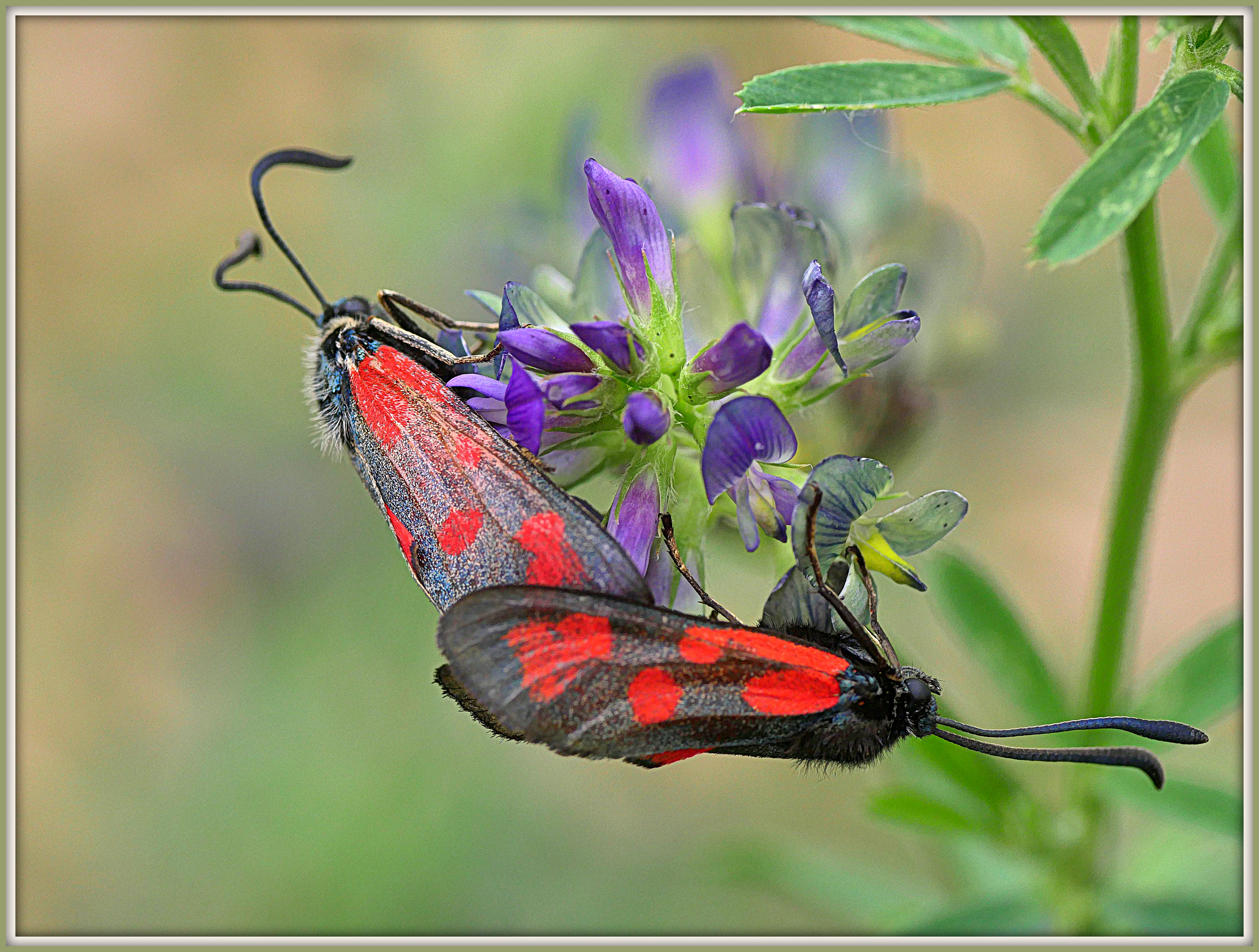
Kopulacja

Motyl ten osiąga od 26 do 35 mm rozpiętości skrzydeł. Ciało ma krępo zbudowane. Głowa zaopatrzona jest w maczugowate, drobno piłkowane czułki. Szeroki tułów jest czarny z białymi elementami na patagiach i tegulach. Skrzydła są prześwitujące. Przednie skrzydło osiąga od 12 do 16 mm długości. Jego tło jest czarne z niebieskim lub granatowym połyskiem, a u samicy zwykle ponadto z żółtym przyprószeniem. Na tym tle występuje zmienny wzór z plamek, którego barwa może być od żółtej przez pomarańczową i czerwoną aż po kawowobrązową. Plamy piąta i szósta łączą się we wzorze w nerkowaty kształt sięgający ku tyłowi do połowy komórki między trzecią gałęzią żyłki medialnej (M3) a pierwszą gałęzią żyłki kubitalnej (Cu1). Poza tym łączyć się mogą ze sobą plamy pierwsza i trzecia oraz druga i czwarta, a czasem wszystkie plamy skrzydła przedniego są połączone. Niekiedy plama pierwsza rozciągnięta jest wzdłuż żyłki subkostalnej (Sc). Skrzydła tylnej pary mają tło takiej samej barwy jak plamy na skrzydłach pary pierwszej. Odnóża są stosunkowo jasne z żółtym opyleniem.

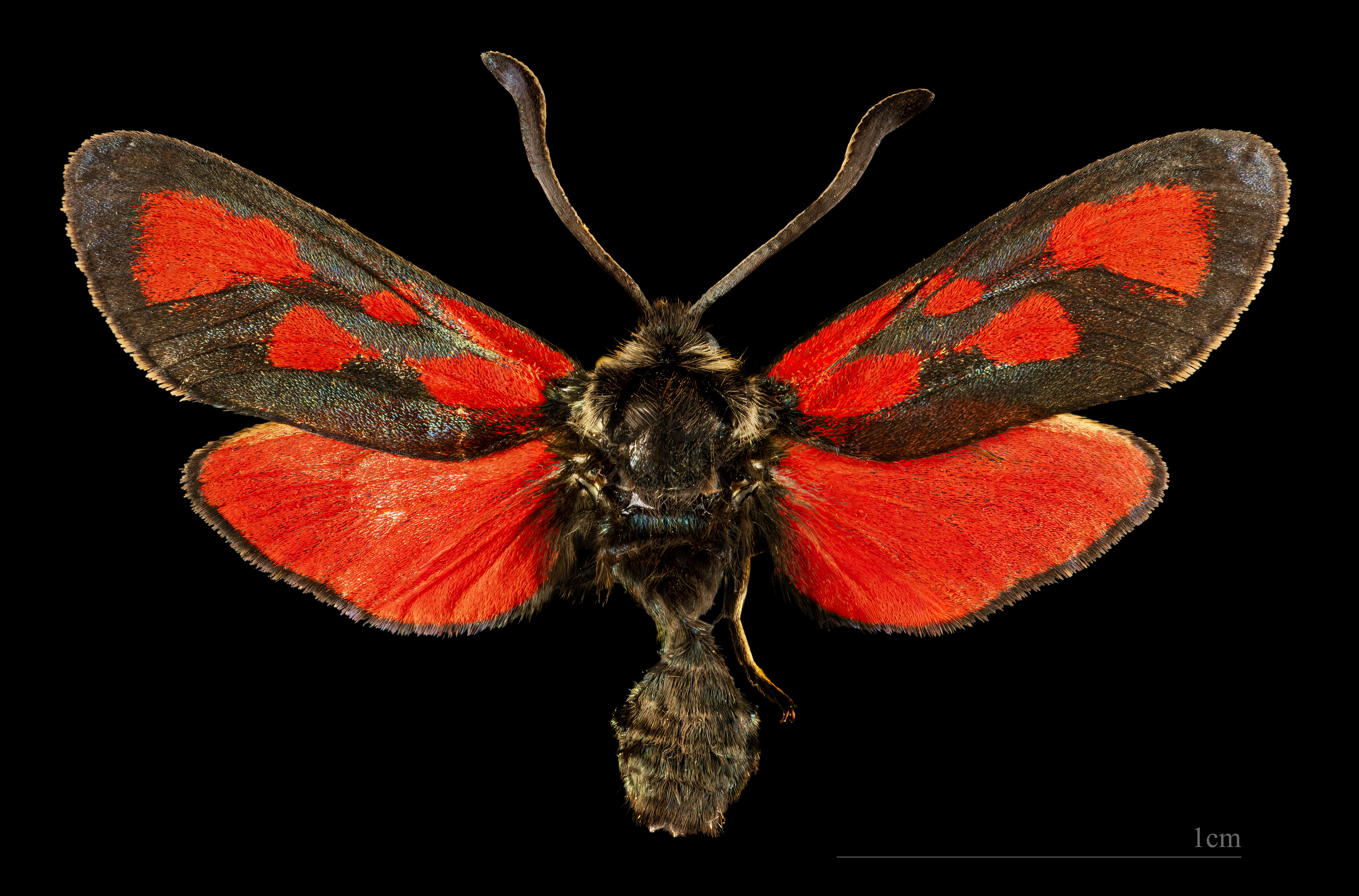
♀
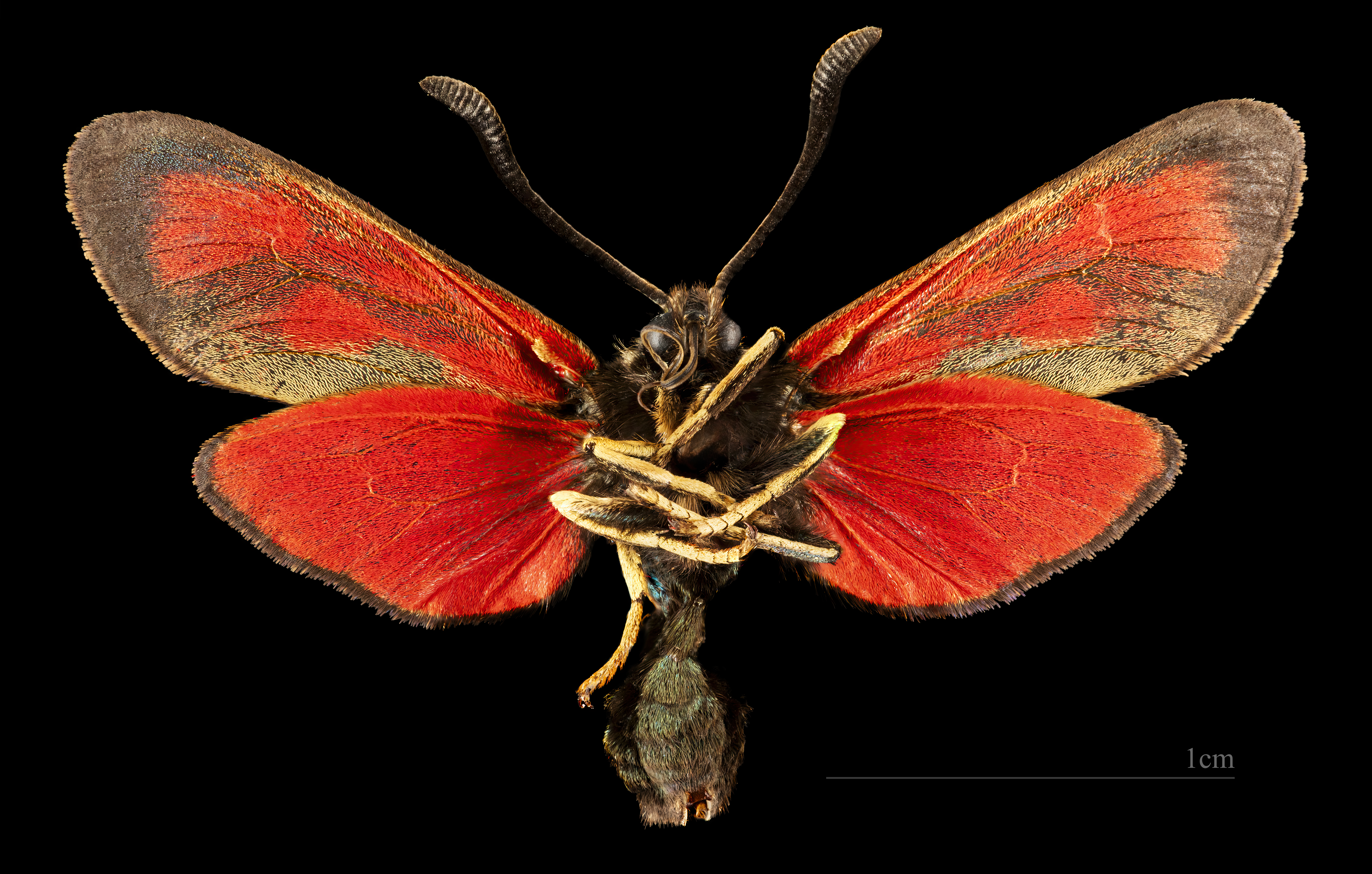
♀ △

Odwłok zwykle jest cały czarny z metalicznym połyskiem, w bardzo rzadkich przypadkach zaopatrzony jest w czerwoną obrączkę z czarnym przyprószeniem. Genitalia samca mają wyrostki unkusa położone blisko siebie, u nasady szerokie i ku szczytom stożkowato się zwężające. Edeagus jest pozbawiony zesklerotyzowanej płytki oraz dwukrotnie dłuższy niż płytka brzuszna (lamina ventralis) i wezyka (rurka prąciowa). Narządy kopulacyjne samicy cechują się brakiem tarczki, pozbawioną znamienia torebką kopulacyjną oraz wlotem przewodu torebki wykształconym w formie owalnej tarczy o gruboziarnistym urzeźbieniu.
Gąsienice mają krępe ciało. Ubarwione są żółto z dwoma szeregami czarnych plamek, biegnącymi wzdłuż grzbietu. Oskórek porastają rzadko rozmieszczone szczecinki.

## Ekologia i występowanie
Owad ten zamieszkuje siedliska ciepłe, otwarte i suche, zwłaszcza o podłożu wapiennym. Spotykany jest m.in. na murawach kserotermicznych, trawiastych i skalistych stokach, przytorzach oraz suchych polanach i łąkach śródleśnych. Owady dorosłe aktywne są od czerwca do sierpnia. Latają niechętnie. Odżywiają się nektarem kwiatów, najchętniej tych o ubarwieniu niebieskim i fioletowym. Zapłodniona samica składa żółtawo zabarwione jaja w klastrach na roślinach żywicielskich gąsienic. Gąsienice są fitofagami żerującymi na cieciorce pstrej, koniklecy czubatej, komonicy zwyczajnej i różnych gatunkach koniczyn. Ich rozwój trwa stosunkowo długo i zwykle zimują dwukrotnie. Wskutek tego spotykane są przez cały rok. W pełni wyrośnięte konstruują białawej barwy kokon w pobliżu gleby i w nim się przepoczwarczają.
Gatunek zachodniopalearktyczny. W Europie znany jest z Hiszpanii, Andory, Wielkiej Brytanii, Francji, Belgii, Luksemburgu, Niemiec, Szwajcarii, Liechtensteinu, Austrii, Włoch, Litwy, Polski, Czech, Słowacji, Węgier, Białorusi, Ukrainy, Mołdawii, Rumunii, Bułgarii, Słowenii, Chorwacji, Bośni i Hercegowiny, Serbii, Czarnogóry, Albanii, Macedonii Północnej, Grecji oraz europejskich części Rosji i Turcji. Dalej na wschód występuje w zachodniej części Azji. W Polsce jest gatunkiem dość rzadkim i stosunkowo lokalnym. Przez polską część Pomorza i Mazur przebiega jego północna granica zasięgu.